# Yago Muñoz
Yago Muñoz (Cidade do México, 26 de setembro de 1990) é um ator e cantor e guitarrista  mexicano. Era integrante da banda mexicano-argentina Eme 15 e da banda Líon.

## Filmografia
| Televisão | Televisão              | Televisão                              | Televisão    | Televisão |
| Ano       | Título                 | Papel                                  | Notas        |           |
| --------- | ---------------------- | -------------------------------------- | ------------ | --------- |
| 2007      | Lola... érase una vez! | Rocco                                  |              |           |
| 2009      | Verano de amor         | Enzo Roca                              |              |           |
| 2010      | Zacatillo              | Elisandro "Eli" de Jesús Zárate Dumont |              |           |
| 2012      | Miss XV                | Nicolás "Niko" Pérez Palacios          | Protagonista |           |

## Discografia
| Año  | Álbum                                                                                                  |
| ---- | --- |
| 2012 | Eme 15 - Lançaamento: 26 de junho - Discográfica: Warner Music México - Formatos: CD, Download Digital |

## Prêmios e Indicações
| Ano  | Prêmio                    | Categoria     | Trabalho Nomeado | Resultado |
| ---- | ------------------------- | ------------- | ---------------- | --------- |
| 2012 | Kids Choice Awards México | Ator Favorito | Miss XV          | Venceu    |